# Niepruszewo
Niepruszewo (dawniej także Nieproszewo) – wieś w Polsce położona w województwie wielkopolskim, w powiecie poznańskim, w gminie Buk. Przez miejscowość przebiega droga wojewódzka nr 307 (Nowy Tomyśl-Poznań), która w węźle Buk krzyżuje się z autostradą A2.

## Historia
Miejscowość pierwotnie była związana z Wielkopolską. Istnieje co najmniej od drugiej połowy XIII wieku i ma średniowieczną metrykę. Po raz pierwszy odnotowana została w łacińskim dokumencie z 1298 jako "Neproszevo", 1387 "Neproszeuo, Neproszewo", 1391 "Neprussewo, Neprossewo, Neprosszewo", 1396 "Nepruszewo, Neprosewo ", 1399 "Neproskowo, Neprosszowo", 1409 "Nyeproszewo", 1413 "Neprozewo", 1416 "Nyeprosewo", 1418 "Nyeproschewo", 1423 "Prosewo", 1427 "Neprosschewo", 1428 "Nieproszewo, Neproschewo", 1441 "Nyeprosszewo", 1443 wg kopii z XV wieku "Naprussowo", 1445 "Nyeproschowo", 1459 "Nyepruschewo", 1469 "Nyeprzossewo", 1489 "Nieproschewo".
Prawdopodobnie okolice miejscowości były zasiedlone jednak już wcześniej niż odnotowały to zachowane zapisy historyczne. W okolicy typuje się domniemane grodzisko, które nie zostało jednak potwierdzone badaniami archeologicznymi. W wyniku badań archeologicznych ok. 500 metrów na północny-wschód od Niepruszewa odkryto osadę oraz wczesnośredniowieczny grób szkieletowy.
Miejscowość była początkowo własnością szlachecką należącą do lokalnej szlachty wielkopolskiej z rodu Nieproszewskich, którzy od nazwy wsi przyjęli odmiejscowe nazwisko, a póxniej także Świdwów Szamotulskich herbu Nałęcz oraz Górków herbu Łodzia. W 1445 wieś leżała w powiecie poznańskim województwa poznańskiego w Koronie Królestwa Polskiego. Od 1298 wieś była siedzibą własnej parafii w archidiakonacie poznańskim, a w 1510 należała do dekanatu Śrem.
Pierwszy historyczny zapis związany ze wsią pochodzi ze źródeł kościelnych. W 1298 Andrzej Zaremba, biskup poznański, podzielił archidiakonat poznański na trzy archidiakonaty i zaliczył do archidiakonatu większego czyli poznańskiego m.in. kościół w Niepruszewie.
W 1387 odnotowano właścicieli we wsi Nieproszewskich lub Niepruszewskich z Niepruszowa, a także dwóch świadków Kubę oraz Więcka z Niepruszewa. W latach 1388-1391 jako świadek wspomniany został Trzebiesław z Niepruszewa, Nieproszewski. W 1389 wraz z Mirosławem z Niepruszewa był w sporze ze Szczepanem z Więckowic. W 1397 przed sądem ziemskim zapowiedziano granice Niepruszewa i Duraczewa. W latach 1389-1392 odnotowano Jaśka lub Jana z Niepruszewa, Nieproszewskiego, ojca Wojciecha i Jakusza Nieproszewskich. W 1391 toczył on proces z żoną Trzebiesława z Niepruszewa o 6 grzywien z tytułu poręczenia. W 1392 wraz z synem Wojciechem Nieproszewskim przegrali proces o połowę dziedziny Niepruszewo z Mikołajem wójtem z Buku oraz jego domniemanym zięciem Przybysławem Rudnickim noszącym odmiejscowe nazwisko od Rudnik koło Opalenicy.
W latach 1389-1403 wspomnany został Wojciech z Nieproszewa, Nieproszewski, syn Jaśka z Nieproszewa oraz brat Jakusza. W 1391 prowadził on spór sądowy z Tomaszem z Więckowic, który dowodził, że nie ręczył na sumę 4 grzywien. W latach 1393-1399 Wojciech toczył procesy: w 1393 ze Szczepanem Skórą z Gaju oraz z jego matką, w 1399 z Tomisławem z Grąbiewa o 12 grzywien z tytułu poręczenia za posag. W latach 1389-1428 w zapisach sądowych wspomniany został Miroszek, Mirosław z Nieproszewa, Nieproszewski, ojciec Dziersława, Jana i Mikołaja Nieproszewskich. W latach 1396-1397 toczył procesy ze swoją siostrą, panną Wołką. W 1396 Szymon Koszucki z Koszut w powiecie pyzdrskim w imieniu panny Wołki był w sporze z tymże Miroszkiem, jej bratem, o 30 grzywien szer. groszy tytułem posagu oraz szat. W 1396 Mirosław Nieproszewski, który był w sporze z siostrą Wołką o szaty i posag, przyznał jej 60 grzywien szer. groszy oraz uznał, że Wołka ma posiadać Duraczewo i 1/4 Nieproszewa. Mirosław miał te dziedziny sprzedać w ciągu roku, a jeśli tego nie uczyni, to jego siostra wraz z Szymonem z Koszut może je sprzedać bez sprzeciwu Mirosława. W 1397 Miroszek toczył procesy z Szymonem z Koszut i panną Wołką o 30 grz. [szer.] groszy. W 1397 Szymon z Koszut w imieniu Wołki, siostry swej żony, był w sporze z Niemierzą. Szymon miał dać Niemierzy 15 grzywien i opuścić Duraczewo oraz 1/4 Niepruszewa. Woźny sądu ziemskiego miał upomnieć Mirosława, aby opuścił on wspomniane dziedziny. W wyniku tych spraw majątkowych wynikła konieczność ustalenia granic pomiędzy Niepruszewem, a Duraczewem co zostało wówczas zapowiedziane przed sądem. W 1413 Mirosław Nieproszewski oraz Hinczka z Nieproszewa toczyli spór z Mikołajem Gardzinką z Brzozy. W latach 1428-1429 Mirosław z synami Janem i Mikołajem braćmi niedzielnymi toczył proces z Bodzętą z Nieproszewa.
W 1444 odnotowany został Mikołaj syn zmarłej Hinczki z Niepruszewa, który toczył spór z Janem z Otusza. Pochodził z Niepruszewa i w tym roku był sołtysem w Skrzynkach oraz dziedzicem w Sędzinku koło Buku. W latach 1430-1469 właścicielem we wsi był Jan Mleczko ze Zborowa i Niepruszewa, wicechorąży w Poznaniu w latach 1430-1438, wicepodkomorzy z 1430 i wicewojewoda w Kościanie w latach 1438-1440, burgrabia w 1459 i wicepodkomorzy w Poznaniu w latach 1462-1464, wicewojewoda w Kościanie w latach 1464-1469, wicesędzia w Poznaniu 1465-1469. W 1435 odnotowano jego spór sądowy z Janem Tarnką z Grodziszczka i Otusza.
W latach 1441-1445 jako dziedzic wsi odnotowany został Dobrogost Świdwa z Szamotuł, podkomorzy kaliski 1423-1436, kasztelan poznański 1436-1450, starosta generalny wielkopolski 1430-1432. W 1445 sprzedał Janowi dziekanowi włocławskiemu, Mikołajowi prepozytowi kruszwickiemu, Piotrowi i Marcinowi braciom z Niewiesza w województwie sieradzkim m.in. części w Niepruszewa za 6000 złotych węgierskich. W 1446 prawo bliższości Piotra Świdwy z Szamotuł syna Dobrogosta do wspomnianych dóbr uznał Jan z Niewiesza dziekan włocławski.
Dokumenty historyczne odnotowały także zwykłych mieszkańców wsi. W 1387 wspomniany został Maciej kmieć z Niepruszewa, który toczył spór sądowy z Prędotą z Wierzei o bydło wartości 6 grzywien, za które to bydło Prędota mu poręczył. W 1405 woźny sądu ziemskiego zajął u pani Brzoskiej z Niepruszewa bydło należące do Macieja kmiecia Piotra Niepruszewskiego. W 1442 odnotowany został Andrzej karczmarz niepruszewski. W 1443 kmiotka Małgorzata niepruszewska żona Tomasza kmiecia z Niepruszewa toczyła sprawę sądową ze szlachcicem Mikołajem z Niepruszewskim. W 1446 odnotowani zostali Mikołaj Kurzyk oraz jego zięć Mikołaj kmiecie z Niepruszewa. W 1465 pracownica Katarzyna z Niepruszewa toczyła spór ze szlachcicem Szczepanem Ciesielskim. W 1472 odnotowany został imiennie Marcin Langno karczmarz niepruszewski.
W latach 1489-1494 Uriel bp pozn. i 1489-1512 jego bratanek Łukasz z Górki [Miejskiej]: 1489 ciż W 1494 biskup poznański Uriel Górka zakupił od Jana Trzcieńskiego 6 grzywien czynszu rocznego za 72 grzywien na Brzozie i części Niepruszewa. W 1510 Niepruszewo należało do bratanka Uriela dziedzica wsi Łukasza II Górki. W 1512 król polski Zygmunt I Stary zezwolił, aby kasztelan poznański i starosta generalny wielkopolski Łukasz z Górki  zapisał w dożywocie swojej żonie Katarzynie z Szamotuł swoje dobra dziedziczne, m.in. Brzozę, Dupiewo (obecnie to Dopiewo), Dupiewiec (obecnie to Dopiewiec) oraz Nieproszewo.
Miejscowość odnotowały również historyczne rejestry podatkowe. W 1430 dobra Niepruszewo  uwolnione zostały od czynszu rocznego w wysokości jednej grzywny od sumy głównej 12 grzywien na rzecz wikariuszy katedry poznańskiej. W 1499 wieś znalazła się w wykazie zaległości podatkowych. W 1508 zapłaciła wiardunki wojenne. W 1510 w Niepruszewie odnotowano 18 łanów osiadłych, folwark, dwie karczmy, z których jedna należała do dziedzica Łukasza II Górki, a druga do miejscowego sołtysa. W 1563 pobrano podatki ze wsi od 6 łanów, dwóch łanów sołtysich, karczmy, komornika, dwóch rybaków. W latach 1577-1583 pobór z Niepruszewa zapłacił Piotr Czarnkowski kasztelan poznański. W 1580 pobrano podatki od 5 łanów, zagrodnika, dwóch rybaków oraz od niewielkiej roli karczmarskiej.
Wieś szlachecka Nieproszewo położona była w 1580 roku w powiecie poznańskim województwa poznańskiego w Rzeczypospolitej Obojga Narodów. W 1725 dziedzicem miejscowości był Aleksander Biliński, chorąży poznański, a w 1781 – Józef Krzycki
Wskutek II rozbioru Polski w 1793, miejscowość przeszła pod władanie Prus i jak cała Wielkopolska znalazła się w zaborze pruskim. W okresie Wielkiego Księstwa Poznańskiego (1815-1848) Niepruszewo należało do wsi większych w ówczesnym powiecie bukowskim, który dzielił się na cztery okręgi (bukowski, grodziski, lutomyślski oraz lwowkowski). Niepruszewo należało do okręgu bukowskiego i było częścią majętności Otusz, której właścicielem był Jan Sierakowski. W skład majątku Otusz wchodziły ponadto: folwark Józefowo, Kalwy oraz folwark Wygoda. Według spisu urzędowego z 1837 roku wieś liczyła 294 mieszkańców i 26 dymów (domostw).
Pod koniec XIX wieku Niepruszewo liczyło 22 domostwa i 218 mieszkańców, z czego 191 było wyznania katolickiego, a 27 ewangelickiego. W skład dóbr niepruszewskich wchodził wtedy majątek Niepruszewo i folwark Kalwy. Właścicielem był książę Henryk XVII Reuss-Schleiz.
W latach 1954–1959 wieś należała i była siedzibą władz gromady Niepruszewo, po jej zniesieniu w gromadzie Wielkawieś. W latach 1975–1998 miejscowość administracyjnie należała do województwa poznańskiego.

## Zabytki
W południowej części wsi, przy drodze na Otusz znajduje się późnogotycki kościół parafialny pod wezwaniem św. Wawrzyńca z 1580 roku wraz z później dobudowaną kaplicą i mały cmentarz, na który prowadzi brama-dzwonnica z 1782 roku. Pierwszy kościół w Niepruszewie był drewniany. Po przeciwnej stronie drogi, na skraju Niepruszewa, w pochodzącym z I poł. XIX w. parku można zobaczyć pałac z roku 1890 i kilka dorodnych okazów drzew, a także zdobioną bramę wjazdową.

## Ludność
W 2013 roku Niepruszewo liczyło 1377 mieszkańców, co sprawia, że jest największą wsią gminy. W zabudowie przeważają domy jednorodzinne, nad Jeziorem Niepruszewskim znajduje się kąpielisko i osiedle domków letniskowych.
W Niepruszewie znajduje się Zespół Szkolno-Przedszkolny im. dr Wandy Błeńskiej, działa klub sportowy NKS Niepruszewo (założony w 1950 roku) oraz zespół rockowy Taurus.